# Arroyo de los Molles (Río Yí, I)
Der Arroyo de los Molles ist ein Fluss in Uruguay.
Er entspringt auf dem Gebiet des Departamento Durazno westlich von Cerro Chato unweit südlich der Quelle des Arroyo de las Regnas. Von dort verläuft er in südliche  bis südwestliche Richtung und mündet schließlich südwestlich von Cerro Chato als rechtsseitiger Nebenfluss in den Río Yí.